# Australská ženská fotbalová reprezentace
Australská ženská fotbalová reprezentace reprezentuje Austrálie na mezinárodních fotbalových akcích, jako je mistrovství světa žen nebo ženský turnaj na olympijských hrách.

## Olympijské hry
| Rok    | Účast                                           | Soupisky |
| ------ | ----------------------------------------------- | -------- |
| 1996   | Nekvalifikovaly se                              |          |
| 2000   | Základní skupina                                |          |
| 2004   | Prohra ve čtvrtfinále se Švédskem               |          |
| 2008   | Nekvalifikovaly se                              |          |
| 2012   | Nekvalifikovaly se                              |          |
| 2016   | Prohra ve čtvrtfinále se Brazílií               |          |
| 2020   | Prohra o 3. místo s USA                         |          |
| Celkem | Účast – 4× Zlato – 0×, Stříbro – 0×, Bronz – 0× |          |

## Mistrovství světa
| Rok    | Účast                                           | Soupisky |
| ------ | ----------------------------------------------- | -------- |
| 1991   | Nekvalifikovaly se                              |          |
| 1995   | Základní skupina                                |          |
| 1999   | Základní skupina                                |          |
| 2003   | Základní skupina                                |          |
| 2007   | Prohra ve čtvrtfinále s Brazílií                |          |
| 2011   | Prohra ve čtvrtfinále se Švédskem               |          |
| 2015   | Prohra v čtvrtfinále s Japonskem                |          |
| 2019   | Prohra v osmifinále s Norskem                   |          |
| 2023   | Prohra o 3. místo s Švédskem                    | Soupiska |
| Celkem | Účast – 8× Zlato – 0×, Stříbro – 0×, Bronz – 0× |          |